# 景海女子师范学校旧址
景海女子师范学校旧址，位于江苏省苏州市姑苏区十梓街1号，苏州大学内。建于清末与民国，为江苏省文物保护单位。

## 历史
景海女子师范学校是由美国监理会传教士海淑德创办，成立于1902年，校址位于天赐庄东吴大学对面，最初名为景海女塾，以美式教会教育为核心，采用英语授课，主要针对当时的上层人士。1917年改为景海女子师范学校，降低学杂费，改用中文授课，设置音乐师范科、高中师范科、幼稚师范科三科，主要培养幼儿教育人才。学校附设小学、幼稚园和托儿所。1927年，东吴大学毕业的江贵云接手学校，为学校首位华人校长。江推动教务及学制改革，公开招生，延揽有名望的人士担任教师，如苏雪林、赵寄石、程瞻庐、程小青、吴弱男等。1951年，苏州市政府接管学校。1952年，学校拆分后分别并入苏南新苏师范学校（现苏州职业大学）和振华女子中学（现苏州市第十中学），原有校址并入江苏师范学院（现苏州大学）。
景海女子师范学校旧址主要包括红楼、绿楼、崇远楼、敬贤堂等，总建筑面积6285平方米。多数建筑是由上海华盖建筑师事务所于1936年所设计建造，各建筑的建筑设计图现保存于苏州市城乡建设档案馆中。
- 绿楼：位于最东侧，建于1936年，为三层青砖建筑，大门朝西，门上有石质拱券。当时用作宿舍。
- 红楼：位于绿楼西侧，建于1902年，为二层青红砖建筑，南侧有镂空走廊，廊柱间均为拱券，正中拱券上刻有“THE LAURA HAYGOOD MEMORIAL 1903”，用以纪念海淑德为中国教育做出的贡献。当时用作办公室、宿舍、教堂。
- 崇远楼：位于红楼西侧，建于1936年，为三层青砖建筑，石质门框。当时用作教室。
- 敬贤堂：位于最西侧，建于1936年，为二层青砖建筑，石质门框。当时用作礼堂。